# 努巴尔·奥赞扬
努巴尔·奥赞扬（1956年—2017年8月14日），化名是奥尔汉·巴克尔哲扬（英語：Orhan Bakrcyan），是生于土耳其的亚美尼亚人，土耳其共产党/马列的指挥官。在拉卡战役期间与伊斯兰国的战斗中丧生。

## 生平
1956年生于土耳其约兹加特的一个贫穷的亚美尼亚族家庭，母亲早逝。接受初等教育后，加入了土共/马列。1980年土耳其政变后，流亡到法国， 在那里，据说他是耶尔马兹·居内伊（Yılmaz Güney）的捍卫者。 1980年代后期，加入土共/马列的军事组织土耳其工农解放军。 1988年， 冒险前往巴勒斯坦并与解放巴勒斯坦人民阵线一起战斗，在第一次巴勒斯坦大起义期间反对以色列。 1990年，在黎巴嫩的贝卡谷地接受当地武装的军事训练。 1991年至1992年，据说在纳戈尔诺-卡拉巴赫战争中反抗阿塞拜疆。 1992年返回土耳其通杰利省，随后参加当地的毛主义叛乱。 此时，奥赞扬开始上升到土共/马列的领导行列，成为该党的重要组织者、思想家、招募者、培训师和前线指挥官。
2013年，他在伊拉克库尔德斯坦训练了土耳其工农解放军战士。 2015年7月，他成为新成立的叙利亚国际自由营的指挥官之一，其目的是协助人民保护部队和妇女保护部队对抗伊斯兰国。作为解放巴勒斯坦人民阵线的成员，他据说“训练了许多库尔德、土耳其、亚美尼亚、阿拉伯、巴勒斯坦、希腊、加拿大、撒丁尼亚、比利时和法国的国际主义战士”。 同时，他试图使土共/马列在土耳其保持完好和活跃，在土耳其，随着库尔德-土耳其冲突的第三个阶段开始，土耳其军队加强其镇压，该党面临越来越多的问题。 因此，奥赞扬在2016年底或2017年初回到通杰利省一段时间，但最终又重新参与解放巴勒斯坦人民阵线。他加入了拉卡战役，于2017年8月14日死于一场战斗。 死时61岁。
他的死亡被土耳其共产党/马列、 位于伊斯坦布尔的亚美尼亚新觉醒运动（Armenian Nor Zartonk movement）、 国际革命人民游击军、 马列主义武装宣传队、 德国马列主义党、 和解放巴勒斯坦人民阵线哀悼。

## 个人生活
会土耳其语、亚美尼亚语和俄语，翻译了一些左翼专著。